# Lobelia morogoroensis
Lobelia morogoroensis är en klockväxtart som beskrevs av Eric B. Knox och Tamás Pócs. Lobelia morogoroensis ingår i släktet lobelior, och familjen klockväxter. Inga underarter finns listade i Catalogue of Life.